# فرانز شريكر
فرانز شريكر بالإنجليزية Franz Schreker (و. 23 مارس 1878 – ت. 21 مارس 1934) مؤلف موسيقي نمساوي ومايسترو ومدرس.
في العقد السابق للحرب العالمية الأولى، كان فرانز شريكر يعتبر العضو الثالث في الثلاثي الموسيقي الألماني للطليعة إلى جانب ريتشارد شتراوس وأرنولد شونبرج. اليوم هو هامشي في تاريخ الموسيقى الحديثة، رغم أن أوبراته ضمن أكثر الأعمال المثيرة في أوائل القرن العشرين. في أوقات يذكر بكل من ريتشارد شتراوس وديبوسي، يبتكر شريكر عالما صوتيا انطباعيا لأمزجة وألوان متغيرة دوما، أسلوب ناسب تماما علم النفس لما بعد فرويد لموضوعاته. لكن إذا كانت موسيقاه تستحق استعادة سمعته السابقة، إذن كلماته التي كتبتها بنفسه تقترح تماما سبب انتقاد الأوبرات دائما.

## حياته
ولد في موناكو من أبوين نمساويين عاش شريكر معظم حياته في فيينا حيث التحق عام 1892 بالكونسرفتوار. جاء نجاحه الأول كمؤلف موسيقي عام 1908 بعمل «عيد ميلاد الطفل» وهو باليه يعتمد على قصة لأوسكار وايلد (لاحقا لحنها كأوبرا لزميله زملنسكي). بعد أربع سنوات ثبت العرض الأول لأول أوبرا من الأعمال الكبرى لشريكر، «الصوت البعيد»، موقعه كحداثي بارز، وكل من شونبرج وألبان بيرج اعربا عن إعجاب كبير بالعمل. لفترة قصيرة أثر شريكر على تطور الموسيقى الحديثة كان حاسما. قاد العرض الأول لGurrelieder لشونبرج عام 1913ز وفي عام 1920 تعين للموقع المحترم لمدير مدرسة هوشسكول للموسيقى في برلي، حيث ترأس هيئة التدريس التي تضمنت بول هندميث.
كتب عملين آخرين للأوبرا أثناء الحرب العالمية الأولى وهما «الموصومون» و«الباحث عن الكنز» ثبتا سمعته. كان العملان يعرضان باستمرار في فترة ما بعد الحرب، لكن قبل منتصف القرن العشرين كان أسلوب شريكر يفقد أهميته مع البدء في تأييد أسلوب المؤلفين أمثال كيرت فيل وهندميث. أنتج أربع أوبرات لكن أعماله اللاحقة لم تلق استقبالا جيدا. العرض الأول لكريستوفراس عام 1931 ألغي نتيجة الضغط النازي لكن العرض الأول لعمل «الحداد جنت» في العام التالي سمح له باستمرار فقط ليعارضه الحشد المعادي للسامية.
عام 1932 أصبح المؤلف الموسيقي ماكس فون شيلنجز الرئيس الجديد لأكاديمية بروسيا للفنون حيث وافق على مهمة تطهير الأكاديمية من كل أعضائها المرفوضين عرقيا. اقل شريكر من وظيفته كمدرس ووجد نفسه تحت رحمة بعض أكثر المعارضين للحداثة. بعيدا عن أي نقد موسيقي، لاقى هجوما على انحراف الجنسي مع نتائج كارثية. أدين شريكر لديانته اليهودية وشذوذه وموسيقاه فعانى من أزمة قلبية مات بعدها عن عمر 56. فقط في السنوات الأخيرة تمت أي محاولة جادة لاعادة تقييم إنجازاته كمؤلف اوبرالي.

## وصلات خارجية
- فرانز شريكر على موقع IMDb (الإنجليزية)
- فرانز شريكر على موقع ميوزك برينز (الإنجليزية)
- فرانز شريكر على موقع ديسكوغز (الإنجليزية)

1. ↑  Internet Movie Database (بالإنجليزية), QID:Q37312
2. 1 2  The Rough Guide to Classical Music by Joe Staines